# Tebat Tenong Luar
Tebat Tenong Luar is een bestuurslaag in het regentschap Rejang Lebong van de provincie Bengkulu, Indonesië. Tebat Tenong Luar telt 657 inwoners (volkstelling 2010).